# Persea shiwandashanica
Persea shiwandashanica là loài thực vật có hoa trong họ Nguyệt quế. Loài này được (Hung T. Chang) Kosterm. miêu tả khoa học đầu tiên năm 1990.